# Júpare
Júpare es una congregación del municipio de Huatabampo ubicada en el sur del estado mexicano de Sonora, en la zona del valle del río Mayo. Según los datos del Censo de Población y Vivienda realizado en 2010 por el Instituto Nacional de Estadística y Geografía (INEGI), Júpare tiene un total de 1,451 habitantes.

## Geografía
Júpare se sitúa en las coordenadas geográficas 26°48′12″ de latitud norte y 109°42′04″ de longitud oeste del meridiano de Greenwich, a una elevación de 8 metros sobre el nivel del mar.

## Cultura
En Júpare reside una importante población de le etnia mayo, la cual, en el último día de la Cuaresma, tiene la celebración llamada "El conti", dónde se reúnen aproximadamente 700 danzantes fariseos, provenientes de pueblos cercanos como Navobaxia, Las Parras, La Escalera, Citávaro, El Caro, Pueblo Viejo, Pozo Dulce, La Galera, Juliantabampo, Buyarumo, Baburo, Sufragio, entre otros. Los danzantes se consagran mediante un tradicional baile, los participantes hacen un viacrucis con imágenes de Jesucristo y de la virgen de los Dolores.
En el lugar se encuentra también, el Centro Cultural Popular, que expone importantes elementos tradicionales del pueblo mayo.